# آلپی (کانزاس)
آلپی (به انگلیسی: Olpe) شهری در ایالت کانزاس کشور ایالات متحده آمریکا است که جمعیت آن در سرشماری سال ۲۰۱۰ میلادی، ۵۴۶ نفر بوده‌است.